# Adenosindeaminas

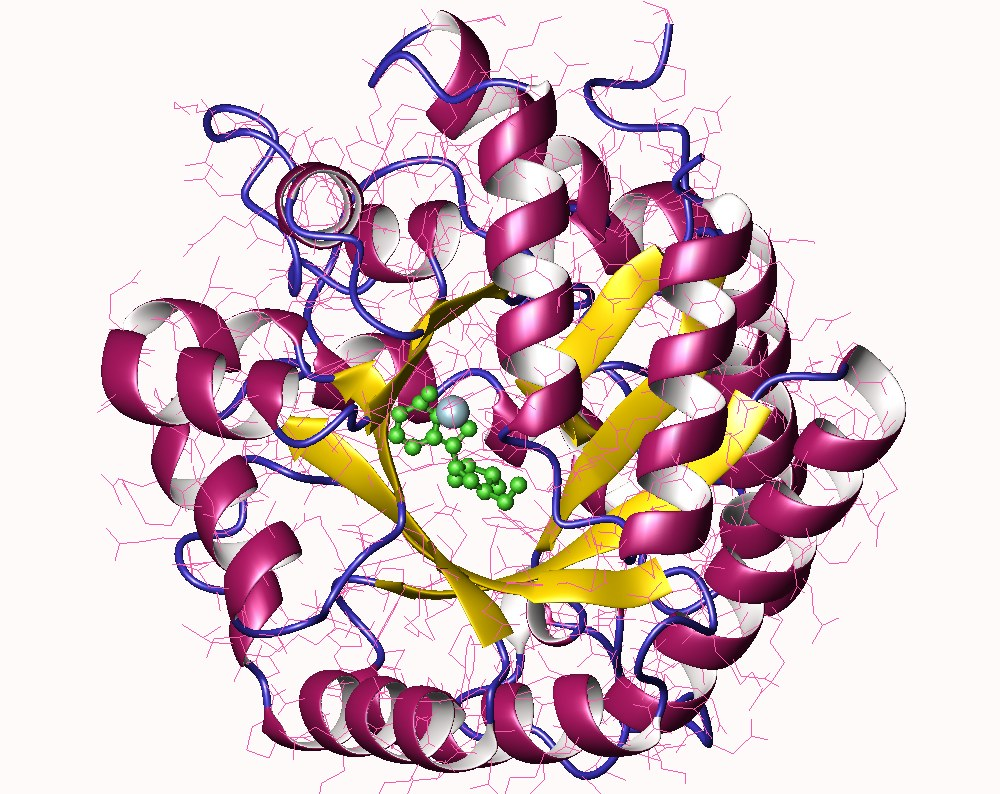
Adenosindeaminas, Mus musculus.

Adenosindeaminas är ett enzym är involverat i metabolismen av puriner, det deaminerar nukleotiden adenosin till inosin genom att substituera dess aminogrupp med en ketogrupp. Inosinet i sin tur kan deribosyleras av ett annat enzym, purinnukleosidfosforylas, vilket ger ribos och hypoxantin.

## Bristsjukdom
Brist på adenosindeaminas orsakas av mutationer på genen som kodar för proteinet. Detta är en bidragande orsak till omkring 15% av alla fall av svår kombinerad immunbrist (eng. "SCID").
- När enzymet inte kan arbeta byggs det upp höga koncentrationer av deoxiadenosin, dATP. Detta hämmar enzymet ribonukleotidreduktas som är viktigt i syntesen av DNA. Detta hämmar mitosen, speciellt drabbade är immunförsvarets celler; T-lymfocyter och B-celler.
- Nivåerna av S-adenosylhomocystein ökar eftersom adenosindeaminas är ett viktigt enzym i återanvändandet av puriner, en process vari S-adenosylhomocystein metaboliseras. Båda dessa ämnen (S-adenosylhomocystein och puriner) hämmar utvecklingen av omogna lymfocyter, en viktig cell i immunförsvaret.

Brist på adenosindeaminas behandlas med benmärgstransplantation.